# Elżbieta Zawacka
Elżbieta Zawacka, ps. „Zelma”, „Zo”, „Sulica”, vel Elisabeth Kubitza, vel Elise Riviere, vel Elizabeth Watson, vel Elżbieta Grochowska, vel Elżbieta Nowak, vel Elizabeth van Braunug (ur. 19 marca 1909 w Toruniu, zm. 10 stycznia 2009 tamże) – kurierka Komendy Głównej Armii Krajowej, uznana po wojnie za cichociemną, profesor nauk humanistycznych, generał brygady, działaczka społeczna i niepodległościowa, pedagog, z zawodu matematyk.
W latach 30. instruktorka Przysposobienia Wojskowego Kobiet, m.in. komendantka rejonu śląskiego. Od 1939 roku żołnierz Służby Zwycięstwa Polski, następnie Związku Walki Zbrojnej-Armii Krajowej. Od 1941 roku w Oddziale Łączności Konspiracyjnej Komendy Głównej, w 1943 emisariuszka Komendy Głównej Armii Krajowej do Oddziału VI (Specjalnego)  Sztabu Naczelnego Wodza w Londynie, po powrocie do Polski ponownie w KG AK. W okresie stalinizmu więziona. W 1990 roku inicjatorka i współzałożycielka Fundacji „Archiwum Pomorskie Armii Krajowej”. Odznaczona m.in. Orderem Orła Białego (1995). Od 2006 roku generał brygady. Znajomość języków: niemiecki, ukończyła kurs spadochronowy, Znaku Spadochronowego nie przyznano.

## Życiorys

### Rodzina
Elżbieta Magdalena Zawacka urodziła się 19 marca 1909 w Toruniu. Jej rodzicami byli Władysław Zawacki i Marianna, z domu Nowak. Elżbieta Zawacka miała liczne rodzeństwo: siostry Mariannę Martę, Klarę Katarzynę i braci Jana Leona Władysława, Alfonsa Jerzego, Eryka (zmarłego jako niemowlę), Egona Konstantego. Władysław Zawacki był podoficerem armii pruskiej, następnie pracował w sądzie jako kancelista. Był inwigilowany przez władze pruskie, prawdopodobnie z powodu zamieszkania na Mokrym (samodzielnej wsi, przyłączonej w 1905 roku do Torunia, zamieszkałej głównie przez polskich robotników) i przynależności do kościoła katolickiego. Marianna zajmowała się wychowywaniem dzieci. Ze względu na obowiązujący od 1887 roku zakaz używania języka polskiego, w rodzinie Zawackich po polsku mówili Władysław Zawacki, jego żona i najstarsza córka Marianna. Prawdopodobnie dzieci Zawackich nie uczęszczały na organizowane przez polską inteligencję i ziemiaństwo tajne zajęcia dla dzieci polskich. Podczas I wojny światowej rodzina Zawackiej żyła w ubóstwie.

### Edukacja

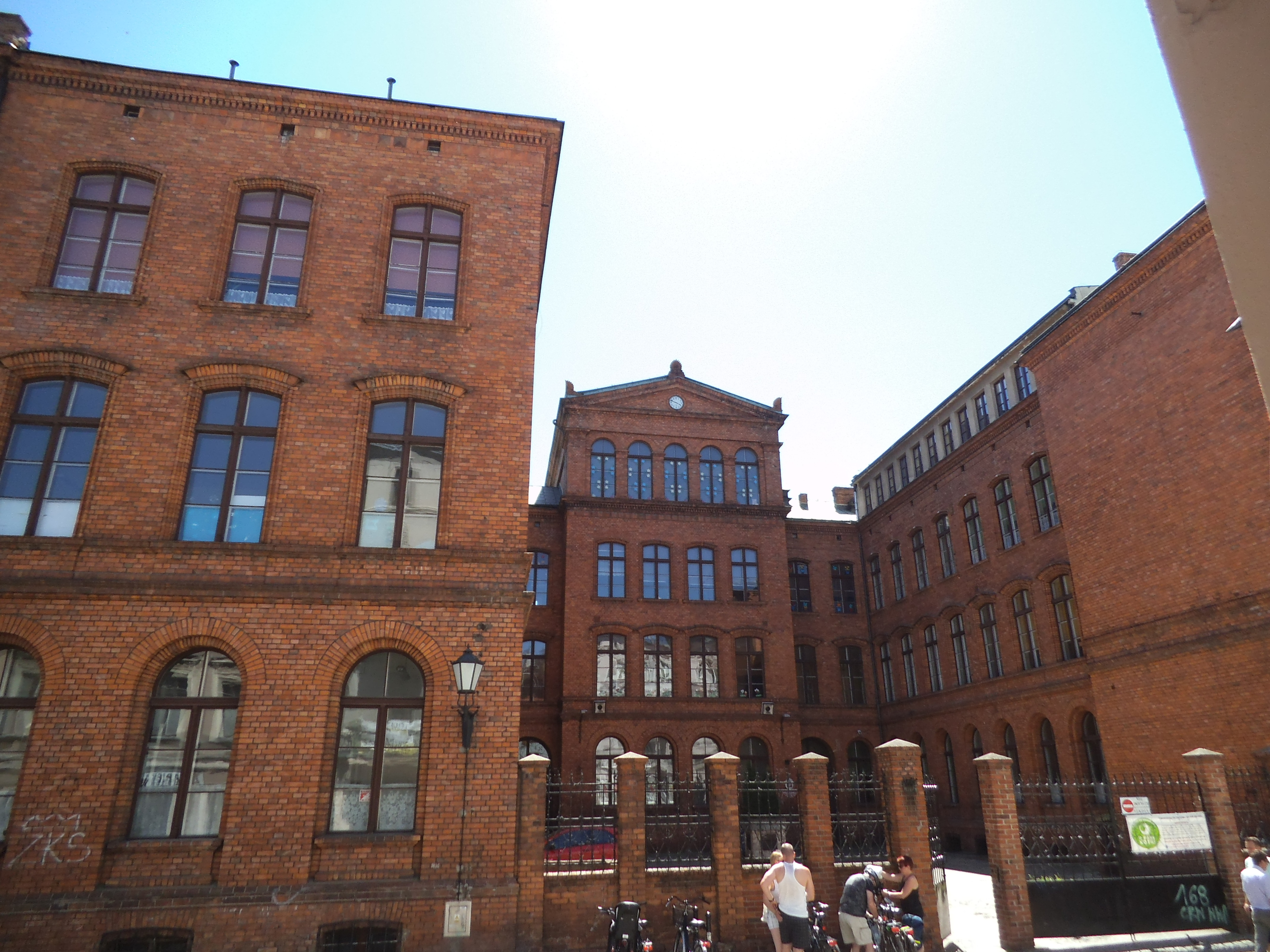
Dawne Miejskie Gimnazjum i Liceum Klasyczno-Humanistyczne Żeńskie w Toruniu, które ukończyła m.in. gen. prof. Elżbieta Zawacka

W 1915 roku Elżbieta Zawacka rozpoczęła naukę w niemieckiej Szkole Średniej dla Dziewcząt w Toruniu (Mädchen – Mittelschule zu Thorn), przy ul. Piekary 49. 18 stycznia 1920 roku na mocy traktatu wersalskiego Toruń został przyłączony do odrodzonej Polski. Trzy dni później Elżbieta Zawacka wraz z ojcem obserwowała przybycie wojsk gen. Józefa Hallera do Torunia. W wyniku masowej emigracji ludności niemieckiej i brak rąk do pracy w administracji, Władysław Zawacki utrzymał stanowisko urzędnika, a w następnych latach awansował na stanowisko sekretarza sądowego. Sytuacja finansowa rodziny Zawackich nieznacznie się poprawiła. Po 1920 roku dzieci Zawackich rozpoczęły naukę języka polskiego. W 1922 roku Elżbieta Zawacka rozpoczęła naukę w Miejskim Gimnazjum Żeńskim w Toruniu, przy ul. Wielkie Garbary 9. Nauka w tej szkole była odpłatna, jednak Elżbiecie Zawackiej jako córce urzędnika państwowego przysługiwały ulgi w opłatach. Jako uczennica Gimnazjum Żeńskiego Elżbieta Zawacka zaczęła interesować się polityką. Podobnie jak jej rodzice była zwolenniczką gen. Hallera.
Po ukończeniu Gimnazjum Żeńskiego planowała (jak jej bracia) studiować na Politechnice Gdańskiej. Zawackich nie było jednak na to stać. W 1926 roku Elżbieta Zawacka przystąpiła do matury. Po zdaniu egzaminów przez rok pracowała podczas wakacji na poczcie, a podczas roku szkolnego udzielała korepetycji z matematyki, w celu uzbierania pieniędzy na studia. Zgodnie z ówczesnym prawem, studia na uczelniach wyższych były odpłatne. W 1927 roku Elżbieta Zawacka rozpoczęła studia na Wydziale Matematyczno-Przyrodniczym Uniwersytetu Poznańskiego. Wybór Uniwersytetu Poznańskiego był podyktowany tym, że ta uczelnia, jako najmłodsza w Polsce, oferowała niskie opłaty oraz był położony stosunkowo blisko od Torunia. Podczas studiów mieszkała prawdopodobnie w domu akademickim im. dr. Jana Chądzyńskiego przy ul. Juliusza Słowackiego 20. 20 stycznia 1931 roku Elżbieta Zawacka uzyskała absolutorium.
Po uzyskaniu absolutorium rozpoczęła pracę jako nauczycielka fizyki i matematyki w Sześcioklasowym Koedukacyjnym Gimnazjum Niemieckim im. Emila Kaschubego w Sompolnie w województwie łódzkim. Aby pracować jako nauczyciel bez magisterium, musiała uzyskać specjalną zgodę. Pismo do Kuratora Okręgu Szkolnego Łódzkiego wysłała 18 sierpnia 1931. Odpowiedź otrzymała dopiero 19 grudnia 1931 roku. Uzyskała zgodę na nauczanie matematyki w języku wykładowym niemieckim na okres od 1 września 1931 roku do 31 sierpnia 1933 roku. Ponadto od 1933 roku miała zezwolenie na prowadzenie ćwiczeń cielesnych i nauczanie fizyki w języku polskim.
W 1935 roku otrzymała tytuł magistra nauk filozoficznych. Broniła pracy: Równania różniczkowe periodyków całek eliptycznych. Jej promotorem był dr Zdzisław Krygowski, kierownik I Katedry Matematyki Wydziału Matematyczno-Przyrodniczego, prorektor na rok akademicki 1934/1935 i przewodniczący Komisji Egzaminów Państwowych w Poznaniu na nauczycieli szkół średnich. W 1936 roku Elżbieta Zawacka przystąpiła do egzaminów państwowych, w celu uzyskania uprawnień do nauczania w szkołach średnich. Egzaminy zdała pomyślnie i uzyskała uprawnienia.
W 1934 roku Gimnazjum w Sompolnie zostało zlikwidowane. W tym samym roku Zawacka osiedliła się w Szamotułach i podjęła nową pracę w Zakładzie Naukowo-Wychowawczym w Otorowie. Z nieznanych powodów po roku zrezygnowała z pracy w Otorowie. We wrześniu 1935 roku podjęła pracę w Miejskim Gimnazjum Żeńskim w Toruniu, w nowej siedzibie przy ul. Sienkiewicza 38. W Gimnazjum pracowała około roku, po zwolnieniu przeniosła się do Tarnowskich Gór. Według wspomnień jednej z uczennic, Zawacka była znana jako wymagająca nauczycielka. Miała nie promować do następnej klasy córki wojewody pomorskiego Stefana Kirtiklisa, przez co została zwolniona i nie mogła podjąć jakiejkolwiek pracy w województwie pomorskim. Relacja ta pochodzi z 2006 roku i nie została potwierdzona przez samą Zawacką. Według innego źródła, Zawacka przeniosła się do Tarnowskich Gór w wyniku zamknięcia Gimnazjum. We wrześniu 1936 roku podjęła pracę w Państwowym Gimnazjum Żeńskim im. Jana III Sobieskiego w Tarnowskich Górach.

### Przysposobienie Wojskowe Kobiet

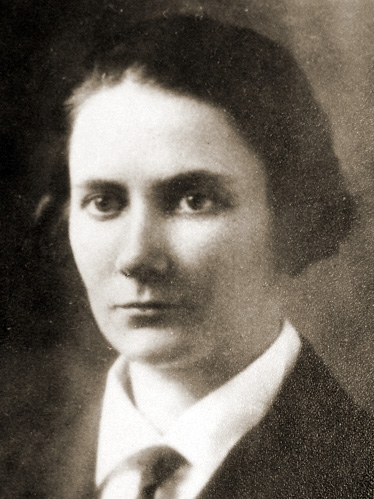
Maria Wittek, komendantka naczelna Przysposobienia Wojskowego Kobiet w latach 1928–1935, dowódczyni Wojskowej Służby Kobiet w Dowództwie Głównym Służby Zwycięstwa Polski, następnie Komendy Głównej Związku Walki Zbrojnej-Armii Krajowej, w 1991 roku jako pierwsza kobieta w Polsce mianowana generałem brygady (fot. sprzed 1939 roku)

W 1923 roku, na miejscu rozwiązanej rok wcześniej Ochotniczej Legii Kobiet powołano Przysposobienie Wojskowe Kobiet (PWK, pełna nazwa stowarzyszenia: Organizacja Przysposobienia Kobiet do Obrony Kraju). Komendantką naczelną PWK została Maria Wittek, później pierwsza generał w Wojsku Polskim. Członkinie PWK (tzw. pewiaczki) głosiły, że przyszła wojna, w wyniku stosowania broni biologicznej i chemicznej oraz rozwoju techniki wojskowej, będzie miała charakter totalny, przez co konieczny byłby udział kobiet w walkach. Elżbieta Zawacka nawiązała kontakt z PWK 17 grudnia 1930 roku, gdy była na czwartym roku studiów. Zainteresowana działalnością sportową i wyjazdami wycieczkowymi zapisała się do hufca. Podczas zajęć organizowanych przez PWK nauczyła się jeździć konno, uczyła się czytać z map, zdawania raportów i przygotowywania planów działań oraz miała zajęcia z terenoznawstwa, łączności. W lipcu 1931 roku zapisała się na kurs instruktorski, odbywający się w Garczynie. Po ukończeniu kursu była zobowiązana do dwuletniej pracy na rzecz organizacji. Udało jej się zorganizować kilkunastoosobowy oddział PWK w Sompolnie oraz drużynę w Jesioncę. W 1932 roku pełniła funkcję adiutantki komendantki obozu. Wśród jej obowiązków było prowadzenie kancelarii oraz asystowanie komendantce we wszystkich sprawach obozowych od pierwszych dni obozu do jego likwidacji. Po przeniesieniu się do Szamotuł objęła zastępstwo za komendantkę hufca PWK Marię Szerocką oraz utworzyła hufiec w Pniewach. Po przeprowadzce do Torunia w 1935 roku założyła hufiec przy Miejskim Gimnazjum Żeńskim. Szefową hufca została Monika Dymska, sama Zawacka objęła stanowisko komendantki.
Następnie w Tarnowskich Górach tworzyła kolejne lokalne i powiatowe hufce PWK. W 1937 roku, na prośbę Marii Wittek, wzięła tzw. urlop kulturalno-oświatowy i przeszła na skromniejszą pensję Ministerstwa Spraw Wojskowych. W tym samym roku rozpoczęła dwumiesięczny Wyższy Kurs Instruktorski. Po jego ukończeniu została mianowana komendantką Rejonu Śląskiego PWK. Na początku 1938 roku objęła nową funkcję i przeniosła się do Katowic, gdzie znajdowała się siedziba komendy (przy ul. Kilińskiego). Zawackiej przypadła bardzo dobrze rozwinięta komenda, której w 1937 roku przypadło przekazanie sztandaru PWK za najlepsze wyniki pracy. W następnych miesiącach Zawacka rozbudowywała struktury PWK na Śląsku, m.in. tworząc komendę powiatową na zajętych przez władze polskie w 1938 roku Zaolziu. 19 marca 1939 roku awansowana do stopnia przewodniczki ze starszeństwem. Tuż przed wybuchem II wojny światowej uczestniczyła na letnim obozie PWK w Spale, gdzie pełniła funkcję komendantki kompanii instruktorskiej. Zawacka powróciła na Śląsk 26 sierpnia 1939 roku, cztery dni przed ogłoszeniem przez Prezydenta Rzeczypospolitej Polskiego Ignacego Mościckiego powszechnej mobilizacji.

### II wojna światowa

#### Kampania wrześniowa
W chwili wybuchu wojny instruktorki PWK miały obowiązek stawić się w swoich komendach powiatowych, gdzie miały pełnić służbę w pomocniczej służbie wojskowej. Zawacka utrzymywała kontakt telefoniczny z komendami powiatowymi na terenie województwa śląskiego. 2 września pomagała w ewakuacji polskiej ludności cywilnej z terenów Górnego Śląska. 3 września wojska niemieckie zajęły Katowice. Tego dnia Zawacka z uzbrojonymi instruktorkami, cywilnymi kierownictwem Pogotowania Społecznego PWK udały się na wschód. Po drodze do grupy dołączyła grupa harcerek. Zawacka i jej towarzyszki przez Sandomierz dotarły około 6-7 września do Lublina. Na miejscu Zawacka otrzymała od zastępczyni Naczelnej Komendantki PWK, inspektor Stefanii Hajkowiczowej-Frołowicz pilny rozkaz przedostania się do Lwowa, do komendantki Marii Wittek. Zawacka przekazała dowództwo nad drużyną Teresie Delekcie, po czym udała się do Lwowa. Na miejsce dotarła 8 września i tego samego dnia zameldowała się u Komendantki Naczelnej PWK Marii Wittek i natychmiast wzięła udział w obronie Lwowa. 9 września Zawacka została żołnierzem Lwowskiego Kobiecego Batalionu Pomocniczej Służby Wojskowej, dowodzonej przez Halinę Wasilewską. Gdy wojska niemieckie otoczyły miasto z trzech stron Zawacka zgłosiła się do drużyn przeciwczołgowych. Nie zajęła jednak stanowiska, gdyż wkrótce po jej zgłoszeniu Armia Czerwona weszła do Lwowa, a wojska niemieckie rozpoczęły wycofywanie się. 22 września obrońcy Lwowa skapitulowali. W tym czasie Zawacka dowiedziała się o wysiedlaniu Pomorzan przez Niemców. Zaniepokojona o los rodziny, przedostała się przez linię demarkacyjną na Sanie i w ciągu kilku dni dotarła do Torunia.

#### W konspiracji na Śląsku
W październiku 1939 roku Zawacka wyruszyła przez Poznań do Warszawy, by tam uzyskać od pewiaczek informacje na temat dalszej walki. Do stolicy dotarła 30 października, gdzie skontaktowała się z Marią Zawodzińską ps. „Sabina”. Zawacka została włączona do konspiracji 1 lub 2 listopada, w lokalu przy ul. Kruczej 12, należącej do Zawodzińskiej. Zawacka i Zawodzińska zostały zaprzysięgłe przez Janinę Karasiównę ps. „Bronka”. Zawacka przyjęła pseudonim „Zelma”. W dniu składania przysięgi otrzymała od Karasiówny zadanie zbudowania pierwszej komórki Służby Zwycięstwa Polski na Śląsku. Do Katowic dojechała 3 listopada. Górny Śląsk był trudnym obszarem, ponieważ spora część mieszkańców tych terenów traktowała zajęcie tych terenów przez wojska niemieckie jako wyzwolenie spod władzy polskiej. Zawacka jako przedwojenna komendantka PWK nie była postacią anonimową. Z tego powodu od listopada 1939 do grudnia 1940 roku kilkakrotnie się przeprowadzała. Jej ostatnim miejscem zamieszkania był Sosnowiec. Pomimo trudności udało jej się utworzyć komórkę Służby Zwycięstwa Polski-Związku Walki Zbrojnej (SZP-ZWZ). W Zagłębiu Zawacka utworzyła punkty kontaktowe w: Sosnowcu, Będzinie, Dąbrowie Górniczej, Czeladzi, Zagórzu, Strzemieszycach, Zawierciu, Jaworznie, Chrzanowie. Udało jej się zaangażować do komórki SZP-ZWZ ok. 300 przedwojennych pewiaczek.
W grudniu 1939 roku Komendantem Podokręgu SZP-ZWZ Zagłębie został ppłk Henryk Kowalówka ps. „Skała” (później „Oset”, „Topola”). Wydał on szefowi powstającego wówczas Sztabu Podokręgu SZP-ZWZ Zagębie kpt. Stanisławowi Stolarskiemu ps. „Konrad” rozkaz skontaktowania się z „Zelmą”, by ta pomogła w powstaniu struktur podokręgu. Zawacka, znająca Kowalówkę jeszcze w okresie międzywojennym, zdecydowała się mu pomóc. Na początku 1940 roku Zawacka pełniła funkcję szefa łączności w Sztabie Podokręgu ZWZ Zagłębie, została kurierką ppłk Kowalówki oraz podjęła współpracę z organizacją konspiracyjną Orzeł Biały. „Zelma” i jej podkomendne zorganizowały centralę łączności w mieszkaniu instruktorki Stanisława Bińkówny przy ul. Wawel 6 w Będzinie. Kolejny lokal zorganizowano w Dąbrowie Górniczej. Co miesiąc „Zelma” przekazywała ppłk Kowalówce oraz Marii Wittek raporty z pracy wywiadowczej. Informacje w raporcie pochodziły od cotygodniowych meldunków dostarczanych przez siatkę pewiaczek. Meldunki były ukrywane w szczotce. W tym okresie często przekraczała granicę z Generalnym Gubernatorstwem i docierała do Warszawy, gdzie utrzymywała kontakt z koleżankami z czasów PWK. W grudniu 1940 roku Komenda Główna Związku Walki Zbrojnej wezwała Zawacką do Warszawy, aby przydzielić ją do Związku Odwetu. Kilka dni później KG zmienił rozkaz przydziału i nakazał Zawackiej nawiązanie kontaktu z szefową Wydziału Łączności Zagranicznej Oddziału V kryptonim „Zagroda” Emilią Malessą ps. „Marcysia”.

#### „Zagroda”
„Zagroda” powstała w październiku 1939 roku, na polecenie płk Stefana Roweckiego. Odpowiadał on za sprawną łączność między Dowództwem Głównym/Komendą Główną SZP-ZWZ-AK, a bazami łączności Sztabu Naczelnego Wodza bądź samym Sztabem, ulokowanym najpierw we Francji, a od czerwca 1940 roku w Londynie. Łączność miała zapewniać sprawne przekazywanie rozkazów kierowanych przez władze naczelne do sił zbrojnych w kraju oraz informować Sztab Naczelny Wodza o sytuacji w okupowanej Polsce. Aby zapewnić sprawne działanie łączności, konieczne było szkolenie przewodników, kurierów, opracowanie tras kurierskich i punktów przerzutowych, zorganizowanie pracowni fotograficznych i pracowni skrytek. „Zagroda” odpowiadała za przerzuty graniczne od jesieni 1941 roku, formalnie od stycznia 1942 roku.
Elżbieta Zawacka została skierowana na „Zachód”. Zatrzymując się przy ul. Zakrzewskiej 14 w Warszawie czekała na telefon z KG z hasłem: Biała sukienka jest już uszyta. Hasło to oznaczało, że Zawacka ma niezwłocznie przybyć na spotkanie z „Marcysią”. W ramach pracy w „Zagrodzie” Zawacka przyjęła pseudonim „Zo” (od imienia swojej tragicznie zmarłej bratowej Zofii, nazywanej przez jej męża „Zo”). Zawacka miała stworzyć trasy zachodnie oraz usprawnić placówkę w Berlinie. Pierwszy raz dotarła do stolicy III Rzeszy jeszcze w grudniu 1940 roku, z przewodniczką i kurierką Zofią Gapińską ps. „Ela Weber”. Od stycznia do lipca 1941 roku Zawacka jeździła do ambasady Mandżukuo w Berlinie, gdzie pracowała łączniczka „Sabina” (prawdopodobnie Sabina Łapińska). Po podaniu przez „Zo” hasła w języku japońskim „Sabina” kontaktowała się z Alfonsem Jakubiancem ps. „Kuba”, który pracował w ambasadzie jako tłumacz. „Zo” przekazywała korespondencję „Kubie”, zaś ten przekazywał pocztę do kierowanej przez płk Tadeusza Rudnickiego Bazy „Anna” w Sztokholmie, stamtąd do Londynu. Z kolei „Zo” otrzymywała pocztę szefa Bazy „Anna” oraz pocztę i pieniądze ze Sztabu Naczelnego Wodza. Przesyłki pieniężne transportowano w zniszczonych i nierzucających się oczy walizkach oraz w pasach zapinanych pod ubraniami. W sumie granice przekraczała ponad stukrotnie. Podczas wypraw posługiwała się fałszywymi dokumentami na nazwiska, m.in: von Braunung, Grochowska, Elizabeth Kubica, Kubitza, Nowak, Elise Riviére, Elizabeth Watson.
Innym zadaniem „Zo” było zorganizowanie w Berlinie niezależnej placówki (o której nie byłby wtajemniczony „Kuba”, postrzegany przez „Marcysię” jako osobę, pracującą nieostrożnie) oraz zorganizowanie punktów przerzutowych w Poznaniu. W Berlinie powstała komórka przerzutowa o kryptonimie „Greta”. Nowa placówka okazała się przydatna, gdy w lipcu 1941 roku gestapo aresztowało „Sabinę” i „Kubę”. Do przystąpienia Stanów Zjednoczonych do wojny Zawacka korzystała z ambasady amerykańskiej w Berlinie, skąd mjr Lovell ps. „Lili” przewoził korespondencję do Szwajcarii.
W 1942 roku „Zo” zorganizowała pomocniczą placówkę przerzutową w Katowicach, o kryptonimie „Cyrk”. Placówka miała organizować lokale konspiracyjne, skrzynki kontaktowe oraz noclegi dla kurierów. „Zo” była kierowniczką „Cyrku” do maja 1942 roku.

#### Organizacja Referatu Wojskowej Służby Kobiet Komendy Okręgu Związku Walki Zbrojnej-Armii Krajowej Śląsk
W 1942 roku powstał Referat Wojskowej Służby Kobiet (WSK) Komendy Okręgu Związku Walki Zbrojnej-Armii Krajowej (ZWZ-AK) Śląsk. Organizacją okręgu oraz szkoleniem kobiet do zadań w konspiracji zajęła się Elżbieta Zawacka. Podjęła się tego zadania w porozumieniu z Marią Wittek, szefową WSK. Na potrzeby pracy na Śląsku Zawacka przyjęła pseudonim „Sulica”. Najpilniejszym zadaniem stało się zorganizowanie służb sanitarnych, które mogłyby włączyć się w pomoc więźniom obozu koncentracyjnego Auschwitz, znalezienie odpowiedniej osoby, która przejęłaby obowiązku Zawackiej oraz obsadzenie kierowniczek w szefostwach inspektoratów i obwodów. Kierowniczką Referatu WSK KO została wytypowana Jadwiga Z. ps. „Saba”, przedwojenna komendantka PWK w Tarnowskich Górach, od końca 1941 roku związana z ZWZ, poszukiwana przez gestapo. Do przekazania stanowiska nie doszło, gdyż 18 maja 1942 roku „Saba” została aresztowana. Poddana torturom, ujawniła nazwiska śląskich konspiratorów. Zawackiej udało się uniknąć aresztowania, jednak nie mogła podejmować się dalszej pracy na Śląsku i trasach berlińskich. 1 lipca 1942 roku Zawacka była poszukiwana listem gończym przez gestapo. Podczas przymusowej kwarantanny odwiedzała sanatoria w Otwocku i Falenicy, gdzie leczyła się Marianna Zawodzińska. Odbudową struktur WSK na Śląsku zajęła się w 1943 roku Adela Korczyńska.

#### Tajne nauczanie
Elżbieta Zawacka zaangażowała się w tajne nauczanie na Śląsku w listopadzie 1939 roku, a później również w Warszawie. Materiały do pracy z młodzieżą dostarczali jej Janina i Piotr Makowscy. W Warszawie nawiązała kontakt z Tajną Organizacją Nauczycielską, która powierzyła jej przygotowanie pierwszej tajnej matury na Śląsku. Egzaminy miały odbyć się w Gimnazjum im. Stanisława Staszica. Matura nie odbyła się z powodu wsypy, do której doszło w maju 1942 roku. Od stycznia 1941 roku do grudnia 1942 roku Zawacka uczyła matematyki w XV Gimnazjum im. Narcyzy Żmichowskiej w Warszawie. Prowadziła tam dwa lub trzy komplety po pięć-sześć dziewcząt. Praca ta była przez Zawacką traktowana jako forma kamuflażu. Twierdziła, że jeśli zostanie aresztowana i złamie się w śledztwie, łatwiej jej będzie przyznać się do zaangażowania w tajnym nauczaniu, które nie było tak niebezpieczne jak działalność w Armii Krajowej. W tym samym okresie Zawacka została słuchaczką tajnej Wolnej Wszechnicy Polskiej (w zakresie pedagogiki społecznej) oraz (od pocz. 1941 roku) uczestniczką tajnych kompletów Studium Kulturalno-Oświatowego Wolnej Wszechnicy Polskiej, gdzie z innymi pewiaczkami ukończyła kurs historyczno-mazuroznawczy oraz kurs pedagogiki społecznej. Do kontynuowania nauki zachęciła ją prof. Helena Radlińska ps. „Babcia”.

#### Misja do Londynu
Latem 1942 roku Janina Karasiówna przedstawiła Komendantowi Głównemu AK gen. Stefanowi Roweckiego kandydaturę Zawackiej na emisariusza do Sztabu Naczelnego Wodza (NW) w Londynie. Kandydatura została przyjęta, a sama Zawacka rozpoczęła przygotowania do pierwszej misji w sierpniu 1942 roku. Gen. Rowecki powierzył Zawackiej dwa zadania. W pierwszym miała wpłynąć na Sztab NW, by usprawnił ze swojej strony łączność z Polską. W drugim miała przekonać władze wojskowe i polityczne na emigracji o konieczności prawnego uregulowania służby kobiet w Wojsku Polskim. Ponadto Zawacka miała przekazać raporty, meldunki, sprawozdania a także ustne raporty na temat sytuacji w okupowanej Polsce, funkcjonowania struktur łączności i WSK. Szczegółowe relacje miały przekonać Sztab o zasadności żądań. W ramach przygotowań Zawacka przez cztery miesiące studiowała opracowania dotyczące funkcjonowania struktur wojskowych i politycznych, spotykała się z oficerami Komendy Głównej (KG) oraz doszkalała znajomość języków obcych (jak Zawacka sama mówiła po latach, znała biegle niemiecki oraz w różnym stopniu francuski, angielski i hiszpański). Po przygotowaniach dnia 17 lub 20 grudnia 1942 roku Zawacka wyruszyła w trasę. W ramach misji KG wysłała innych kurierów i emisariuszy, którzy mieli przetrasować szlak dla innych (w tym dla „Zo”). Druga grupa miała zapewnić bezpieczeństwo poczcie.
Zawacka wyruszyła na misję jako Elizabeth Kubica – przedstawicielka niemieckiej firmy naftowej, urodzona 19 marca 1909 roku w Toruniu. Poczta KG była zmikrofilmowana w zapalniczce. „Zo” bez problemu przeszła kontrolę na granicy z III Rzeszą w Żychlinie i z Francją w pobliżu Strasburga. Do Paryża dotarła 36 godzin po wyjeździe z Warszawy. Zatrzymała się w bazie „Janka”. Trasę do Paryża odbyła z Janem Gralewskim. Zawacka miała następnie wyruszyć do Vichy, a stamtąd do Perpignan, jednak w wyniku aresztowania kuriera Aleksandra Stpiczyńskiego ps. „Wilski” trasa została spalona. Zawacka została w bazie na miesiąc. W tym czasie wraz z Kazimierzem Leskim ps. „Bradl” poszukiwała alternatywnych tras do Hiszpanii. KG nie zezwoliła „Zo” na dalszą drogę. Zawacka wróciła do Warszawy, a „Bradl” na własną rękę przygotowywał nową trasę do Hiszpanii. Udało mu się bezpiecznie dostać do Hiszpanii, przez Pireneje do Kraju Basków.

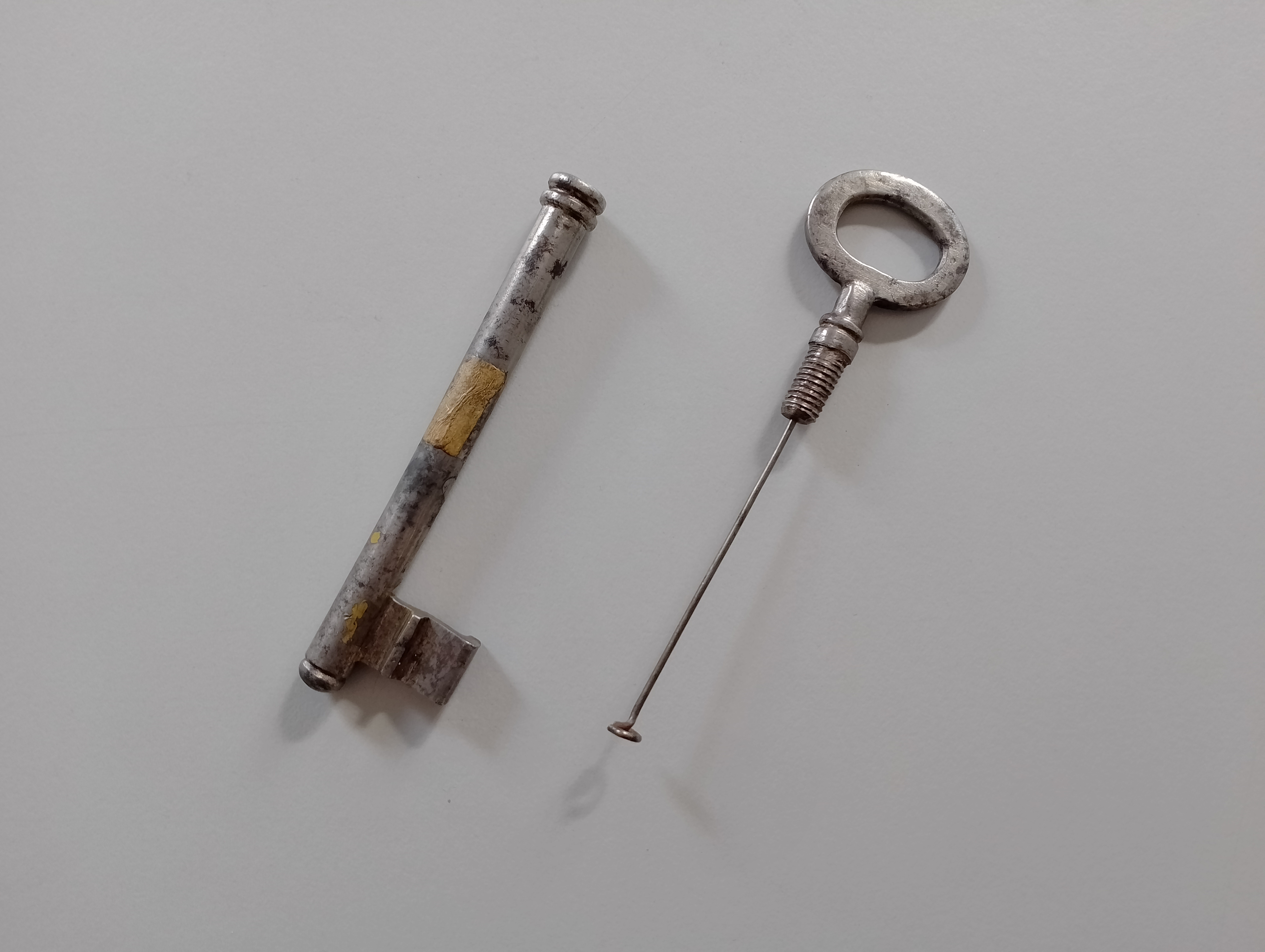
Klucz-skrytka należący do Marii Wittek, używany przez Elżbietę Zawacką do przenoszenia zmikrofilmowanych raportów KG AK

Zawacka była niezadowolona z niewykonania rozkazu. Za pośrednictwem Karasiówny poprosiła gen. Roweckiego, żeby ponownie wysłał ją do Sztabu NW, z możliwością samodzielnego poszukiwania przejścia. Gen. Rowecki wydał zgodę. „Zo” wyruszyła ponownie 8 lutego 1943 roku. Mikrofilmy z korespondencją ukryła w zapalniczce oraz w trzonku od klucza, należącą podczas II wojny światowej do Marii Wittek. Zawacka ponownie dotarła do Paryża misji. Po Francji podróżowała jako Elise Riviere. Po kilku dniach, wraz z grupą ośmiu francuskich kurierów, udało jej się przedostać do Vichy. Stamtąd udała się w dalszą drogę do Tarascon-sur-Ariège, miejscowości położonej na Pirenejach. Według niektórych źródeł, trasa obejmowała również Andorę. Następnie Zawacka kilkakrotnie próbowała dostać się do Hiszpanii przez góry. Granicę udało jej się przekroczyć za czwartym razem. 29 marca „Zo” znalazła się w Barcelonie. Następnie przez Madryt udała się do Gibraltaru, skąd udało jej się dostać na statek płynący przez Irlandię do Bristolu. Rejs trwał osiem dni, od 24 kwietnia do 1 maja 1943 roku. W Bristolu Zawacką odebrała angielska policjantka, która przewiozła „Zo” do londyńskiego więzienia. Podczas przesłuchania przez Special Operations Executive przedstawiła się jako Elisabeth Watson, podając jako rzekome prawdziwe nazwisko Zofia Zajkowska. Po dwóch dobach Zawacka została wypuszczona i przewieziona do Hotelu Rubens w Londynie, gdzie mieścił się Sztab NW. W Sztabie zameldowała się 3 maja 1943 roku.
W Sztabie NW Zawacka wraz z Kazimierzem Bilskim ps. „Rum” i Jerzym Żuralskim ps. „Żur” rozpoczęła analizę łączności, w celu jej usprawnienia. Zawacka wielokrotnie wyrażała dezaprobatę co do jakości pracy Sztabu. Zawacka spotkała się z gen. Władysławem Sikorskim. 9 lipca 1943 roku „Zo” przygotowała Referat w sprawie łączności lądowej Kraj–Centrala, skierowany do Szefa Sztabu gen. Stanisława Kopańskiego (objął tę funkcję po śmierci gen. Sikorskiego w katastrofie w Gibraltarze. Gen. Kopański zapoznał się z raportem 10 sierpnia 1943 roku. Przyczyna tak późnego zapoznania się z dokumentem jest nieznana. Przypuszcza się, że pracę Zawackiej sabotował szef Oddziału Specjalnego gen. Marian Utnik, dokument nie docierał w wyniku bardzo dużej opieszałości szeregowych pracowników Sztabu lub też zapoznanie się z raportem przełożono na później w wyniku nagłej śmierci gen. Sikorskiego. 19 sierpnia „Zo” została przyjęta przez gen. Kopańskiego.
Podczas misji w Londynie „Zo” spotykała się z politykami w celu uświadomienia im, jak ważne jest uregulowanie statusu wojskowej służby kobiet. Służbę tę regulowała ustawa o powszechnym obowiązku wojskowym z 9 kwietnia 1938 roku, jednak władze polskie nie wydały rozporządzeń wykonawczych. Na mocy rozkazów gen. Roweckiego służba kobiet oraz uznana za służbę wojskową oraz uszczegółowiono zadania kobiet-żołnierzy. W celu załatwienia tej sprawy, Zawacka spotkała się m.in. z prezydentem RP Władysławem Raczkiewiczem, gen. Władysławem Sikorskim, gen. Józefem Hallerem i gen. Kazimierzem Sosnkowskim. Po licznych dyskusjach dnia 27 października 1943 roku prezydent Raczkiewicz podpisał Dekret o Ochotniczej Służbie Kobiet. Na mocy dekretu kobiet w wieku od 18 lat, zgłaszające się do Wojska Polskiego, były pełnoprawnymi żołnierzami. Ponadto Zawacka kilkakrotnie spotkała się z Marią Leśniakową, w celu poznania struktur Pomocniczej Służby Kobiet w Polskich Siłach Zbrojnych, kierowanej wówczas przez por. Zofię Leśniakową. Nawiązała również kontakt z Katherine Trefusis-Forbes, głównodowodzącą Womens Auxiliary Air Force. Ponadto będąc w Wielkiej Brytanii szkoliła przyszłych cichociemnych, jak zachować się w okupowanej Polsce, zdobyła angielskie prawo jazdy na samochód oraz przeszła szkolenie w zakresie środków łączności.

#### Powrót do Polski
Pomiędzy 9 a 25 sierpnia 1943 roku Zawacka miała samolotem dolecieć do Francji, stamtąd drogą lądową dotrzeć do Polski. Ze względu na trudności z organizacją trasy, zdecydowano, by „Zo” wróciła do Polski drogą powietrzną. Po odbyciu kursu spadochronowego, 6 września 1943 zameldowała się w Wydziale Personalno-Organizacyjnym Sztabu NW po odbiór dokumentów oraz w Wydziale Finansowym po pieniądze.
Na początku września została przewieziona na stację wyczekiwania STA XXA  w Pollards Park House, Chalfont, St. Giles, Buckinghamshire. Skoczyła ze spadochronem do okupowanej Polski w nocy 9/10 września 1943 w sezonie operacyjnym „Riposta”, w operacji lotniczej „Neon 4”, z samolotu Halifax JD-171 „P” (138 Dywizjon RAF) na placówkę odbiorczą „Solnica” 107 (kryptonim polski, brytyjskie oznaczenie numerowe pinpoints), w okolicach miejscowości Osowiec, Podkowa Leśna, 7 km na południe od Grodziska Mazowieckiego. Razem z nią skoczyli: por. Bolesław Polończyk ps. Kryształ, ppor. Fryderyk Serafiński ps. Drabina.
Około drugiej w nocy „Zo” wyskoczyła z samolotu. W ciągu niecałej godziny Zawacka wraz z żołnierzami AK dotarła do lokalu konspiracyjnego, gdzie spędziła resztę nocy. Następnie udała się do Warszawy. W tym samym czasie szef Oddziału VI (Specjalnego) Michał Protasewicz ps. „Rawa” wysłał do gen. Roweckiego depeszę z dopiskiem, że Zawacka przekroczyła kompetencje.

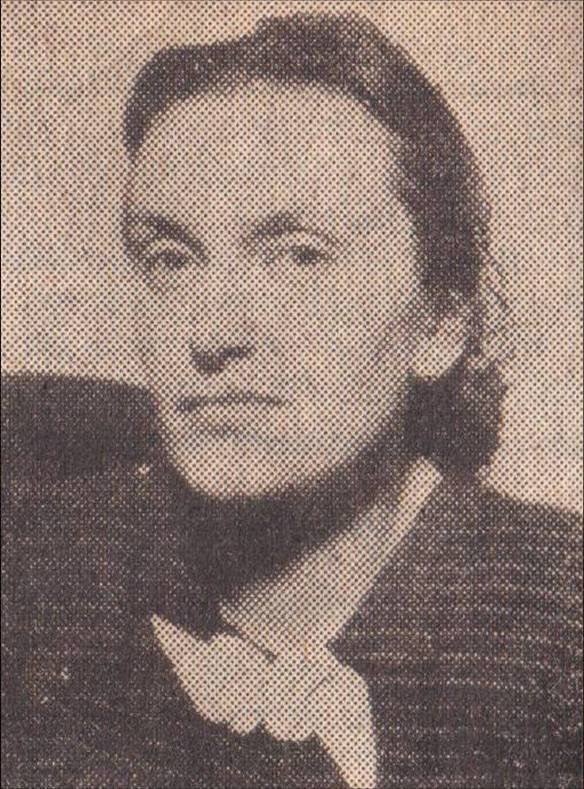
Emilia Malessa ps. „Marcysia”, szefowa działu łączności zagranicznej „Zagroda” w Wydziale V Komendy Głównej AK (fot. niedatowana)

10 września 1943 roku „Zo” dotarła do Warszawy, gdzie zameldowała się w KG AK i zdała meldunki. Następnie wzięła kilka dni urlopu. Następnie Zawacka wróciła do „Zagrody”, gdzie czasowo pełniła funkcję zastępczyni Emilii Malessy ps. „Marcysia”. W ciągu roku, od kwarantanny z 1942 po misję w Londynie, w „Zagrodzie” doszło do dużych zmian. W marcu 1943 roku „Zagroda” poniosła duże straty w wyniku tzw. wsypy Jaracha (zdrady „Jaracha”, żołnierza o nieustalonej tożsamości, prawdopodobnie Rudolfa Zazdela vel Zażdela vel Zażdeka, który współpracował z gestapo, posługującego się fałszywym nazwiskiem Antoni Mazurkiewicz), podczas której gestapo systematycznie rozbijała struktury. Podczas akcji aresztowano 78 członków „Zagrody”. Aresztowania uniknęły „Zo” i „Marcysia”. Zawacka została wysłana na kwarantannę do domu zakonnego sióstr niepokalanek w Szymanowie, Malessa zaś zajęła się niszczeniem dokumentów i ukrywaniem swoich żołnierzy.
Zawacka uchodzi za jedyną kobietę cichociemną, chociaż była kurierką - jedyny jej związek z cichociemnymi polega na tym, że uczestniczyła tylko w kursie spadochronowym i skoczyła ze spadochronem. Oddział VI (Specjalny) Sztabu Naczelnego Wodza, który rekrutował, szkolił i ekspediował żołnierzy do służby specjalnej w Armii Krajowej nie traktował jej jako „cichociemnej”, ponieważ jej nie zrekrutował, nie szkolił ani nie przydzielił żadnych zadań. Została uznana za cichociemną dopiero po wojnie, podobnie jak kurier Jan Nowak Jeziorański. Prof. zw. dr hab. Józef Półturzycki podkreśla że Zawacka nie przeszła żadnego kursu specjalnego dla kandydatów dla cichociemnych, nie otrzymała żadnych zadań ani instrukcji do wykonania w kraju, nie otrzymała także sześciomiesięcznej odprawy pieniężnej, nie otrzymała Znaku Spadochronowego, nie uzyskała po skoku awansu. Sama Elżbieta Zawacka  podkreślała „cichociemną nie byłam, wykonałam tylko skok”. Po skoku do Polski powróciła do swoich zadań jako kurier. W monografii Cichociemna. Generał Elżbieta Zawacka „Zo” historyk i współpracowniczka Elżbiety Zawackiej Katarzyna Minczykowska podaje, że Zawacka nie określała się jako cichociemna tylko jako kurierka, która jest lepiej przygotowana do działań konspiracyjnych niż cichociemni. Jednak w 1996 w rozmowie dla Polskiego Radia Zawacka nazwała się cichociemną.

#### Powstanie warszawskie
Podczas kwarantanny Zawacka pomagała siostrom zakonnym w codziennych obowiązkach oraz uczyła gimnastyki w przyklasztornej szkole dla dziewcząt. W połowie lipca wróciła do Warszawy. Po zameldowaniu się u Haliny Piwońskiej otrzymała przydział do służby w Szefostwie WSK. Miała kierować Referatem Organizacyjnym „Czytelni” (komórki w Dowództwie Głównym, odpowiedzialnej m.in. za mobilizację kobiet do pomocniczej służby wojskowej oraz powstawanie i koordynowanie sieci łączności). W momencie wybuchu powstania warszawskiego, dnia 1 sierpnia 1944 roku, Zawacka przebywała w mieszkaniu przy ul. Gęsiej. W trakcie powstania kilkakrotnie próbowała uzyskać przydział frontowy. Podczas powstania przyjmowała ludzi wychodzących z kanałów, dokonywała inspekcji szpitali, punktów sanitarnych i kuchni powstańczych, przenosiła broń (m.in. granaty „filipinki” 2 października 1944 roku awansowana do stopnia kapitana. Po zajęciu Powiśla przez wojska niemieckie 6 września, Zawacka przeniosła się na ul. Chmielną w Śródmieściu, stamtąd trzy dni później udała się przez Aleje Jerozolimskie do lokalu na rogu Kruczej i Mokotowskiej. Pod koniec września otrzymała rozkaz wydostania się z Warszawy, w celu odbudowania w Krakowie Wydziału Łączności Zagranicznej i zerwanej łączności. Z miasta wyszła z ludnością cywilną 3 października, w dniu upadku powstania. Dzień później Zawacka znalazła się w Krakowie.

#### Ostatnie miesiące wojny
Po przybyciu do Krakowa gen. Edward Godlewski przydzielił Zawackiej łączniczki i szyfrantkę oraz umożliwił korzystanie z radia. „Zo” przystąpiła do organizacji tras. Pomagała jej w tym Ada Korczyńska. Organizacja tras wymagała od Zawackiej licznych podróży. Po dwóch miesiącach Zawacka przygotowała szlak do Szwajcarii dla Zdzisława Jeziorańskiego i jego żony Jadwigi. Oboje wyruszyli 19 grudnia 1944 roku. Trasa przebiegała przez wieś Kappel, następnie Schaffhausen. Do Szwajcarii dotarli 23 stycznia 1945 roku.
Jesienią 1944 roku Zawacka awansowana do stopnia majora. W międzyczasie wciąż podróżowała, szukając nowych kontaktów w celu usprawnienia istniejących tras. W połowie lutego „Zo” dwukrotnie spotkała się z „Marcysią”. Podczas pierwszego spotkania „Marcysia” oświadczyła, że obie muszą przerwać działalność. Po drugim spotkaniu „Zo” otrzymała dokumenty na prawdziwe dane personale, po czym wróciła do Torunia.

### Prześladowania ze strony Urzędu Bezpieczeństwa i Służby Bezpieczeństwa
W lutym 1945 roku Zawacka wróciła do Torunia, krótko po opuszczeniu miasta przez wojska niemieckie. Udało jej się odnaleźć rodziców i siostrę Adelę, pomimo przypuszczeń, że jej krewni zginęli podczas sprawy „Jaracha”. Po kilku dniach pojechała do Warszawy, gdzie skontaktowała się z Zofią Franio ps. „Doktor”, w celu uzyskania dalszych rozkazów. Pomimo rozformowania AK obie twierdziły, że obowiązuje je przysięga. Zawacka z Warszawy udała się do Poznania, gdzie zaangażowała się w działalność Delegatury Sił Zbrojnych na Kraj (DSZ). Jako Elżbieta Grochowska organizowała łączność i kolportaż prasy na obszarze Wielkopolski oraz na północ od Poznania. Działalność konspiracyjną kontynuowała po rozwiązaniu DSZ i zastąpieniu jej przez Zrzeszenie Wolność i Niezawisłość, mimo że Zawacka nie dowiedziała się o powstaniu nowej organizacji. Latem 1945 roku planowała zrezygnować z konspiracji, jednak po rozmowie z Marią Wittek, przeprowadzoną na przełomie 1945 i 1946 roku, zdecydowała się kontynuować pracę konspiracyjną. W 1946 roku Zawacka podjęła pracę na rzecz odtworzonego PWK, jednocześnie rezygnując z dalszej walki konspiracyjnej. Swoją działalność w AK utajniła. W tym samym roku ukończyła studia pedagogiczne, uzyskując magisterium.
Prawdopodobnie od wiosny 1946 roku Zawacka została kierowniczką Referatu ds. Przysposobienia Wojskowego Kobiet w Gdańsku. Latem 1946 roku w Garczynie przeprowadziła pierwszy powojenny obóz szkoleniowy PWK. Jesienią przeniosła się do Warszawy, gdzie pracowała w Sekcji Przysposobienia Wojskowego Kobiet w Państwowym Urzędzie Wychowania Fizycznego i Przysposobienia Wojskowego. Odpowiadała wówczas za szkolenie instruktorek PWK oraz organizowała obozy pracy społecznej. W następnych miesiącach PWK przekształcono w Powszechną Organizację „Służba Polsce”. Zawacka, nie będąc w stanie pracować w upolitycznionej organizacji, odeszła z PUWFiPW w styczniu 1948 roku. Od stycznia 1948 roku do marca 1949 roku Zawacka pracowała jako referent naukowy oraz angażowała się jako asystentka-wolontariuszka w prace Katedry Pedagogiki Społecznej Uniwersytetu Łódzkiego, kierowanym przez prof. Helenę Radlińską. Pod kierownictwem prof. Radlińskiej Zawacka przygotowywała się do napisania pracy doktorskiej. Pierwsze badania obejmowały kształcenie dorosłych kobiet w ramach PWK. 1 września 1948 roku podjęła pracę jako nauczyciel w II Państwowym Gimnazjum i Liceum Ogólnokształcącego dla Dorosłych w Łodzi. W wyniku choroby matki w lutym 1949 roku zrezygnowała z pracy i wróciła do Torunia. Tam podjęła pracę w III Państwowej Szkole Ogólnokształcącej Stopnia Podstawowego i Licealnego im. Tadeusza Kościuszki, następnie w Państwowym Koedukacyjnym Gimnazjum i Liceum dla Dorosłych im. Stefana Żeromskiego. Przez kilka miesięcy Zawacka pracowała jako nauczycielka tymczasowa. Władzę komunistycznie nie uznały ciągłości jej pracy w szkolnictwie podczas okresu międzywojennego. Nauczycielką kontraktową została 8 lutego 1950 roku. 18 maja 1950 roku zmarła jej matka. We wrześniu 1950 roku Zawacka podjęła pracę w Państwowej Szkole Stopnia Licealnego dla Pracujących w Olsztynie.
Urząd Bezpieczeństwa (UB) zainteresował się Zawacką po sierpniu 1951 roku, kiedy to zajmowała się sprawą cichociemnego Andrzeja Czaykowskiego. 5 września 1951 roku Zawacka została aresztowana przez UB. Pretekstem do natychmiastowego aresztowania Zawackiej było odnalezienie 10-dolarowego banknotu w jej mieszkaniu. Noc spędziła w areszcie Olsztynie, następnego dnia została przewieziona do aresztu śledczego Ministerstwa Bezpieczeństwa Publicznego w Warszawie-Mokotowie przy ul. Rakowieckiej. UB oskarżyło Zawacką o współpracę z siatką szpiegowską kierowaną przez Andrzeja Czaykowskiego i jego agentkę Wandę Kryńską (pielęgniarką Polikliniki Centralnej Ministerstwa Bezpieczeństwa Publicznego Filia Śródmieście, prywatnie siostrą koleżanki Elżbiety Zawackiej i matki Czaykowskiego). Zawacka miała otrzymać od Czaykowskiego propozycję współpracy w ramach budowy opozycji antykomunistycznej wzorowanej na Polskim Państwie Podziemnym i przy wsparciu Londynu, jednak uznała, że praca ta nie służyłaby Polsce tylko Wielkiej Brytanii.
7 września 1951 roku rozpoczęło się śledztwo przeciwko Elżbiecie Zawackiej. Termin zastosowania aresztu tymczasowego upłynął 6 grudnia 1951 roku, jednak 22 listopada został on przedłużony do 6 marca 1952 roku. Śledztwo zakończono 20 grudnia 1951 roku. Tego samego dnia został sporządzony akt oskarżenia z art. 5 Dekretu Rady Ministrów z dn. 13 czerwca 1946 roku i art. 3 Ustawy z dnia 28 października 1950 roku, zarzucający Zawackiej współpracę z Andrzejem Czaykowskim (rezydentem siatki szpiegowskiej wywiadu angielskiego) oraz posiadanie dolarów. Akt oskarżenia został zatwierdzony 14 stycznia 1952 roku. Odbyła się tylko jedna rozprawa, 23 stycznia 1952 roku. Tego samego dnia wydano wyrok skazujący. Zawacka została skazana na pięć lat więzienia za wejście w kontakt z Andrzejem Czaykowskim oraz na rok więzienia za posiadanie banknotu dolarowego. Orzeczono łącznie nie sześć, a pięć lat, zaliczając na poczet kary czas spędzony w areszcie śledczym. Na wniosek Naczelnego Prokuratora Wojskowego, płk Stanisława Zarakowskiego, 27 czerwca 1952 roku uchylono wyrok i skierowano sprawę do ponownego rozpatrzenia. Nowe śledztwo prowadzono w dniach od 28 lipca do 28 sierpnia 1952 roku i zakończyło się skazaniem Zawackiej na siedem lat więzienia z utratą praw publicznych na trzy lata. 3 września 1952 roku została złożona kolejna skarga rewizyjna. 25 listopada 1952 roku po raz trzeci rozpatrzono sprawę Elżbiety Zawackiej. Trzy dni później sąd skazał Zawacką na dziesięć lat więzienia oraz utratę „praw publicznych i obywatelskich praw honorowych”, w tym zakaz wykonywania zawodu nauczycielskiego. Wyrok uprawomocnił się 6 grudnia 1952 roku.
13 grudnia 1952 roku Zawacka została przeniesiona do więzienia na Fordonie (ob. dzielnicy Bydgoszczy), gdzie mieściło się więzienie kobiece, w którym przetrzymywano więźniarki polityczne z długoletnimi wyrokami. W listopadzie 1953 roku Zawacka została przeniesiona do więzienia w Grudziądzu, przy ul. I Armii WP 10/22 (dzisiaj ul. Wybickiego 10/20), w sierpniu 1954 roku trafiła do więzienia dla nieletnich w Bojanowie. Na wniosek tamtejszego naczelnika więzienia Zawacka miała odbywać wyrok oraz pracować z osadzoną tam młodzieżą. Początkowo pracowała jako nauczycielka szkoły podstawowej dla więźniarek kryminalnych, następnie (za zgodą naczelnika) utworzyła i pracowała w punkcie konsultacyjnym Liceum Korespondencyjnego w Lesznie. Uczyła zarówno więźniów kryminalnych jak i politycznych.
10 stycznia 1955 roku prezes Najwyższego Sądu Wojskowego płk Jan Mitek złożył wniosek rewizyjny, wnosząc o zastosowanie wobec Elżbiety Zawackiej amnestii z 1952 roku i złagodzenie łącznej kary. W argumentacji płk Mitek podał, że nie dowodów na to, że Zawacka podjęła współpracę z Czaykowskim. Jeden przestępstwem, jakiego dokonała, było niezgłoszenie władzom o działalności Czaykowskiego. Na niejawnym posiedzeniu 15 lutego 1955 roku pozytywnie rozpatrzono wniosek rewizyjny. Zmieniono kwalifikację czynu Zawackiej, skrócono wyrok z dziesięciu do pięciu lat. Zastosowano amnestię wobec przestępstwa posiadania banknotu 10-dolarowego, uchylono zastosowanie kary łącznej oraz zarządzono bezzwłoczne uwolnienie Zawackiej. Zawacka wyszła z więzienia 24 lutego 1955 roku.
W sierpniu 1957 roku Zawacka rozpoczęła starania w celu wznowienia postępowania karnego na swoją korzyść. 28 maja 1960 roku Sąd Najwyższy w Warszawie wydał postanowienie o nieuwzględnieniu wniosku o wznowienie postępowania karnego na korzyść Zawackiej. 5 maja 1965 roku Zawacka zwróciła się do Sądu Najwyższego z prośbą o zatarcie skazania. W odpowiedzi z 20 maja 1965 roku widnieje informacja, że Zawacka nie była notowana w rejestrze skazanych Ministerstwa Sprawiedliwości.
Urząd Bezpieczeństwa, przekształcony później w Służbę Bezpieczeństwa (SB) kontynuował inwigilację Zawacką. W 1976 roku SB skonfiskowała Zawackiej materiały dotyczące ruchu kurierów, zgromadzone podczas kwerendy w Studium Polski Podziemnej w Londynie. W wyniku inwigilacji w latach 1976–1978 roku Zawacka zachorowała na serce. W latach 70. i 80. Toruńskie SB prowadziło sprawy o kryptonimie „Kombatantka”, „Historyk” i „Penelopa”. Dokumenty z lat 70. i 80. zostały zniszczone w 1990 roku.

### Praca dydaktyczna, naukowa i społeczna w okresie komunistycznym
Po wyjściu z więzienia wróciła do Torunia. Zamieszkała z ojcem i siostrą Adelą przy ul. św. Jerzego 42. Po wyjściu z więzienia nadal nie mogła pracować jako nauczyciel. W marcu 1955 roku zwróciła się do Wydziału Oświaty Wojewódzkiej Rady Narodowej w Olsztynie w celu przywrócenia prawa do pracy w zawodzie nauczycielskim. W lipcu 1955 roku, nie mając środków do utrzymania i nie otrzymując odpowiedzi z Wydziału Oświaty, udała się do Ministerstwa Oświatowy w Warszawie, by przywrócić jej prawo do nauczania. Zaświadczenie uzyskała 18 lipca 1955 roku. 1 września 1955 roku Zawacka podjęła się pracy w Liceum Korespondencyjnym w Sierpcu. Ze względu na chorobę ojca oraz brak możliwości wynajęcia mieszkania w Sierpcu (co zmuszało ją do codziennych dojazdów z Torunia do oddalonego o 80 km Sierpca PKS-em) starała się znaleźć pracę w Toruniu. 5 czerwca 1956 roku Zawacka została mianowana nauczycielką etatową. Pomimo trudności Zawackiej udało się znaleźć pracę w Toruniu. 1 września 1956 roku objęła stanowisko nauczyciela etatowego Liceum Korespondencyjnego w Toruniu. Prowadziła tam zajęcia z matematyki oraz angażowała się w działalność toruńskiego oddziału PTTK.
W tym samym czasie wróciła do badań naukowych z zakresu andragogiki. Musiała ponownie rozpocząć badania z zakresu kształcenia dorosłych kobiet, ponieważ jej pierwszy maszynopis doktoratu zaginął w 1951 roku. Podczas odbywania wyroku w Bojanowie zmarła jej promotorka prof. Radlińska. Prace nad doktoratem postanowiła prowadzić pod kierunkiem prof. Ryszarda Wroczyńskiego, ostatecznie promotorem jej pracy został doc. dr Ludwik Bandura. Ze względu na niemożliwość przeprowadzenia w odpowiedni sposób badań (wykorzystanie ankiet jako metody badawczej było niemożliwe w ówczesnej sytuacji społeczno-politycznej) Zawacka zmieniła temat pracy i skupiła się na kształceniu korespondencyjnym. Przed obroną doktoratu opublikowała dziewięć artykułów naukowych z zakresu pedagogiki dorosłych. Rada Wydziału Humanistycznego Uniwersytetu Mikołaja Kopernika w Toruniu podjęła decyzję o wszczęciu przewodu doktorskiego Elżbiety Zawackiej w połowie listopada 1962 roku. 23 czerwca 1965 roku Elżbieta Zawacka uzyskała stopień naukowy doktora. Po uzyskaniu tytułu doktora Zawacka otrzymała propozycję objęcia stanowiska dyrektora w Liceum Korespondencyjnym w Toruniu. Warunkiem otrzymania stanowiska miało być wstąpienie do Polskiej Zjednoczonej Partii Robotniczej. Zawacka odrzuciła propozycję.
1 września 1965 roku Zawacka została pracownikiem naukowym Katedry Dydaktyki Wydziału Nauk Humanistycznych w Wyższej Szkole Pedagogicznej w Gdańsku. Stanowisko objęła na okres trzyletni, do 31 sierpnia 1968 roku. W 1968 roku umowa została przedłużona na kolejne trzy lata, została zachowana po połączeniu Wyższej Szkoły Pedagogicznej i Wyższej Szkoły Ekonomicznej w Sopocie w Uniwersytet Gdański. W 1971 roku Zawacka została zatrudniona na stałe, na stanowisku adiunkta w Instytucie Pedagogiki i Psychologii Uniwersytetu Gdańskiego. Jednocześnie prowadziła badania naukowe z zakresu pedagogiki, działała w towarzystwach naukowych (m.in. w Poznańskim Towarzystwie Pedagogicznym, w gdańskim oddziale Towarzystwa Wiedzy Powszechnej, Towarzystwie Wolnej Wszechnicy Polskiej, od 1967 roku w Gdańskim Towarzystwie Naukowym). W 1971 roku pod jej redakcją ukazał się podręcznik pt. Materiały metodyczne dla prelegentów Towarzystwa Wiedzy Powszechnej. W tym samym roku Zawacka stworzyła w Gdańsku Korespondencyjne Studium Oświaty Dorosłych. Należała do Międzynarodowej Rady Kształcenia Korespondencyjnego (ang. International Council for Correspondence Education; ICCE) przy UNESCO, reprezentowała ICCE na Polskę, Czechosłowację, Niemiecką Republikę Demokratyczną, Rumunię i Węgry. Utrzymywała kontakty z niemieckimi uczelniami w Lipsku, Magdeburgu (NRD) i Hagen (RFN) oraz szwedzkim uniwersytetem w Lund. Brała udział w konferencjach naukowych w Pradze, Moskwie, Magdeburgu i Lipsku. Uczestniczyła w wyjazdach naukowych do Wilna i Leningradu w celu poznania prac sowieckich specjalistów na temat kształcenia zaocznego. Otrzymała zaproszenia na IX Międzynarodową Konferencję Kształcenia Korespondencyjnego ICCE w Warenton w Stanach Zjednoczonych oraz na wystąpienie w Sztokholmie w 1973 roku (na zaproszenie ówczesnego prezydenta ICCE prof. Börje Holmberga), jednak władze odmawiały jej zgody na wyjazd. 3 maja 1972 roku odbyło się kolokwium habilitacyjne Elżbiety Zawackiej. Zakończyło się ono nadaniem Zawackiej stopnia doktora habilitowanego. Ministerstwo Nauki, Szkolnictwa Wyższego i Techniki zatwierdzono decyzję Rady o nadaniu stopnia 20 października 1972 roku.
10 grudnia 1973 roku objęła stanowisko docenta na Uniwersytecie Gdańskim. Po uzyskaniu stanowiska bezskutecznie próbowała utworzyć samodzielny zakład andragogiki. W ciągu dziesięciu lat pracy na Wyższej Szkole Pedagogicznej/Uniwersytecie Gdańskim wypromowała kilkudziesięciu magistrów. Pod jej kierunkiem powstała jedna praca doktorska, autorstwa Grażyny Teleszyńskiej.

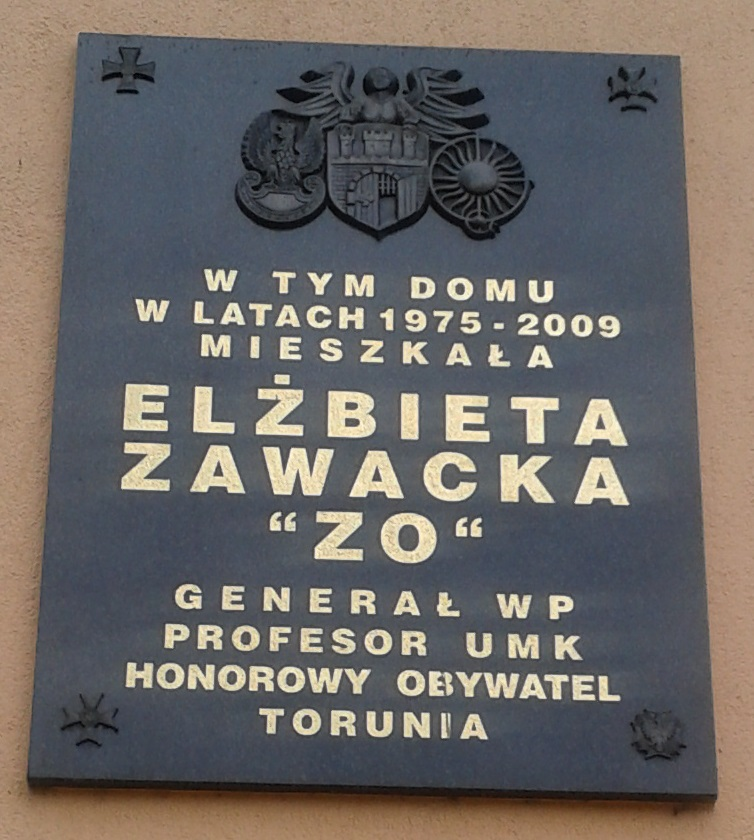
Tablica pamiątkowa na bloku przy ulicy Gagarina 132-138 w Toruniu

Wobec krytyki pracy Rady Wydziału, odejścia na emeryturę jej promotora prof. Ludwika Bandury oraz obietnicy możliwości stworzenia samodzielnego zakładu na Uniwersytecie Mikołaja Kopernika (UMK) w Toruniu, Zawacka wystąpiła do ministerstwa z prośbą o przeniesienie jej do Torunia. Zgoda została wydana, a Zawacka rozpoczęła pracę na UMK dnia 1 października 1975 roku. W tym samym roku zamieszkała w bloku przy ul. Gagarina 136/26. Kontynuowała współpracę z ośrodkami zagranicznymi i ICCE, które miało otworzyć przy UMK pod kierownictwem Zawackiej Ośrodek Dokumentacji i Informacji Naukowej. Zakład Andragogiki ostatecznie nie powstał. Podczas pracy na UMK wypromowała jednego doktoranta, Józefa Zdunka.
21 lipca 1976 roku Zawacka wyjechała do Londynu, gdzie zajęła się kwerendą w Studium Polski Podziemnej. Zebrała 535 stron kopii i wypisów z akt, w większości dotyczących ruchu kurierów. Będąc w Londynie złożyła przed Główną Komisją Weryfikacyjną listy z nazwiskami swoich podkomendnych, których odznaczenia podała do zweryfikowania. Do Polski wróciła 10 września 1976 roku. Na lotnisku w Okęciu SB skonfiskowała notatki, fotokopie z kilkuset dokumentów oraz książki (w większości były to opracowania historii AK i kilka numerów „Kultury”. Materiały trafiły do Wojskowego Instytutu Historycznego (WIH). Dzięki staraniom Komisji powołanej przez prof. dr hab. Ryszarda Bohra, 10 grudnia 1977 roku materiały włączono do zbiorów pracowni dokumentacji WIH, a 15 stycznia 1981 roku zostały zwrócone Zawackiej.
Od drugiej połowy 1976 roku Zawacka była dyskryminowana na uniwersytecie. Pomimo próśb odmawiano jej powołania Zakładu Andragogiki, odmówiono wyjazdu na międzynarodowe seminarium na temat Nauczycielskiego Uniwersytetu Radiowo-Telewizyjnego, została pominięta przy obsadzaniu stanowisk kierowniczych. W 1977 roku u Zawackiej rozwinęła się choroba wieńcowa, która wymagała hospitalizacji. Wobec trudności na uniwersytecie oraz pogorszenia stanu zdrowia Zawacka złożyła wniosek o przejście na emeryturę. 8 lipca 1978 roku Ministerstwo Nauki i Techniki przychyliła się do pozytywnie do wniosku. Na początku lat 80. władze UMK powołały Nadzwyczajną Senacką Komisję do spraw rehabilitacji krzywd moralnych pracowników UMK. Komisja wyraziła ubolewanie z powodu nieodpowiedniego potraktowania Zawackiej oraz w ramach rekompensaty zapewniły jej sfinansowanie etatu dla osoby, która pomagała jej w prowadzeniu przez nią pracach archiwalnych. 30 września 1978 roku Zawacka przeszła na emeryturę akademicką.
W latach 1977–1978 Zawacka przygotowała kilkudziesięciostronicowe opracowanie pt. Kształcenie zdalne. Publikacja miała ukazać się w „Kwartalniku Pedagogicznym” w 1979 roku. Oficjalnie artykuł nie został wydany z powodu zbytniej obszerności tekstu, faktycznie w wyniku „orientacji politycznej autorki”. W 1995 roku opracowanie zostało wydane własnym sumptem. Praca ukazała się ponownie w tomie Pisma pedagogiczne pod redakcją Anny Frąckowiak, Józefa Półturzyckiego i Hanny Solarczyk-Szewc w 2009 roku.

### Ostatnie lata życia

#### Działalność społeczna
Od 1976 roku Zawacka prowadziła korespondencję z Główną Komisją Weryfikacyjną AK w Londynie. Wysyłała listy nazwisk osób, wnosząc o odznaczenie ich londyńskim Krzyżem Armii Krajowej oraz zweryfikowanie nadanych im w trakcie wojny odznaczeń. Odnowiła kontakty przedwojenne i wojenne. Nawiązała współpracę z Komisją Historii Kobiet w Walce o Niepodległość oraz rozpoczęła gromadzenie materiałów relacyjnych na temat żołnierzy „Zagrody”. Na przełomie lat 70. i 80. Zawacka zgromadziła ponad 1200 relacji, wiele zdjęć i pamiątek podarowanych jej przez żołnierzy AK.
W 1980 roku Zawacka zaangażowała się w działalność Niezależnego Samorządnego Związku Zawodowego „Solidarność”. Została członkinią Rady Głównej Kombatantów AK w Gdańsku oraz kierowała pracami Komisji Historycznej. W 1981 roku, dzięki jej staraniom, w toruńskich strukturach NSZZ „Solidarność” powstała Rada Kombatantów. Pracę Rady przerwało ogłoszenie stanu wojennego 13 grudnia 1981 roku. Elżbieta Zawacka uniknęła internowania. Po tajemniczej śmierci Piotra Bartoszcze i uprowadzeniu oraz zamordowaniu ks. Jerzego Popiełuszki, pod koniec 1984 roku Zawacka, wraz z 31 innymi osobami bezskutecznie próbowała założyć Społeczne Stowarzyszenie Obrony Praw Człowieka. Większość członków założycieli była przesłuchiwana przez SB. Wśród przesłuchiwanych Zawacka się nie znalazła. W międzyczasie Zawacka uczestniczyła w konspiracyjnych odczytach na temat dziejów Polskiego Państwa Podziemnego, udzielała instruktaży, jak prowadzić konspirację oraz jak zachowywać się podczas przesłuchań przez SB i Milicję Obywatelską. Spotkania odbywały się w mieszkaniach toruńskich opozycjonistów.
Podczas stanu wojennego pojawił się pomysł ufundowania pierwszej tablicy upamiętniającej żołnierzy konspiracji pomorskiej. Elżbieta Zawacka konsultowała pomysł z Dorotą Zawacką, Janem Wyrowińskim i Katarzyną Kałamańską-Liszcz. Władze Torunia nie wyraziły zgody na odsłonięcie tablicy argumentując, że AK była organizacją współpracującą z gestapo. Elżbiecie Zawackiej pomógł ks. Józef Nowakowski, proboszcz parafii Wniebowzięcia Najświętszej Maryi Panny w Toruniu, który zaproponował odsłonięcie tablicy w krużganku kościoła parafialnego. Inicjatywę poparł biskup diecezji chełmińskiej Marian Przykucki. 11 listopada 1986 roku tablica została uroczyście odsłonięta.
Na początku 1986 roku Zawacka i jej współpracownicy otworzyli przy toruńskim oddziale Zrzeszenia Kaszubsko-Pomorskiego Klub Historyczny. Pierwsze spotkanie odbyło się 27 lutego 1987 roku. Celem Klubu było zachowanie od zapomnienia materiałów dokumentujących działalność konspiracyjną na Pomorzu oraz popularyzacja historii Polskiego Państwa Podziemnego. W 1990 roku Klub znalazł się w strukturach Fundacji „Archiwum Pomorskie Armii Krajowej”. W tym samym czasie, wobec coraz liczby materiałów i relacji pochodzących od byłych żołnierzy AK, Zawacka rozpoczęła przygotowania do powołania instytucji, która przyczyni się do utrwalenia historii działań niepodległościowych jej pokolenia. Zawacka wraz z jej współpracownikami (profesorami Stanisławem Salmonowiczem, Janem Łopuskim i Andrzejem Tomczakiem) przygotowali apel dotyczących powołania Stowarzyszenia Żołnierzy Armii Krajowej. Głównym celem Stowarzyszenia miało być zorganizowanie fundacji noszącej nazwę Muzeum i Archiwum Armii Krajowej oraz prowadzenie działalności upamiętniające i popularyzującej historię AK. Apel został opublikowany na łamach tygodników „Ład” i „Polityka”. W efekcie Elżbieta Zawacka otrzymała ok. 800 listów od byłych żołnierzy AK, wyrażających poparcie wobec jej planów. 11 marca 1989 roku odbyło się spotkanie założycielskie Stowarzyszenia, na którym odczytano statut. 26 maja 1989 roku Sąd Wojewódzki w Warszawie zarejestrował Stowarzyszenie. 15 marca 1990 roku, po połączeniu warszawskiego Stowarzyszenia z powstałym równocześnie Stowarzyszeniem Żołnierzy AK z siedzibą w Krakowie, powołano Światowy Związek Żołnierzy Armii Krajowej (ŚZŻAK). Elżbieta Zawacka została pominięta w wyborcze władz Związku, przez co odmówiła udziału w Radzie oraz w Zarządzie Fundacji.
W maju 1989 roku Stowarzyszenie powołało siedmioosobową Komisję, której zadaniem było zorganizowanie fundacji mającej stworzyć Muzeum i Archiwum AK. Przewodniczącą Komisji została Elżbieta Zawacka. 20 lutego 1990 roku w Warszawie został spisany akt notarialny. Na jego mocy powołano Fundację „Archiwum i Muzeum Armii Krajowej im. gen. Stefana Roweckiego-Grota” (Fundacja „Grota”). Fundacja została zarejestrowana w Sądzie Wojewódzkim w Warszawie 17 sierpnia 1990 roku. ŚZŻAK nie wykazywał zainteresowania Fundacją „Grota”. W efekcie Fundacja ta zaprzestała działalności, jednak co najmniej do 2014 roku formalnie nadal działała.

#### Fundacja „Archiwum Pomorskie Armii Krajowej”

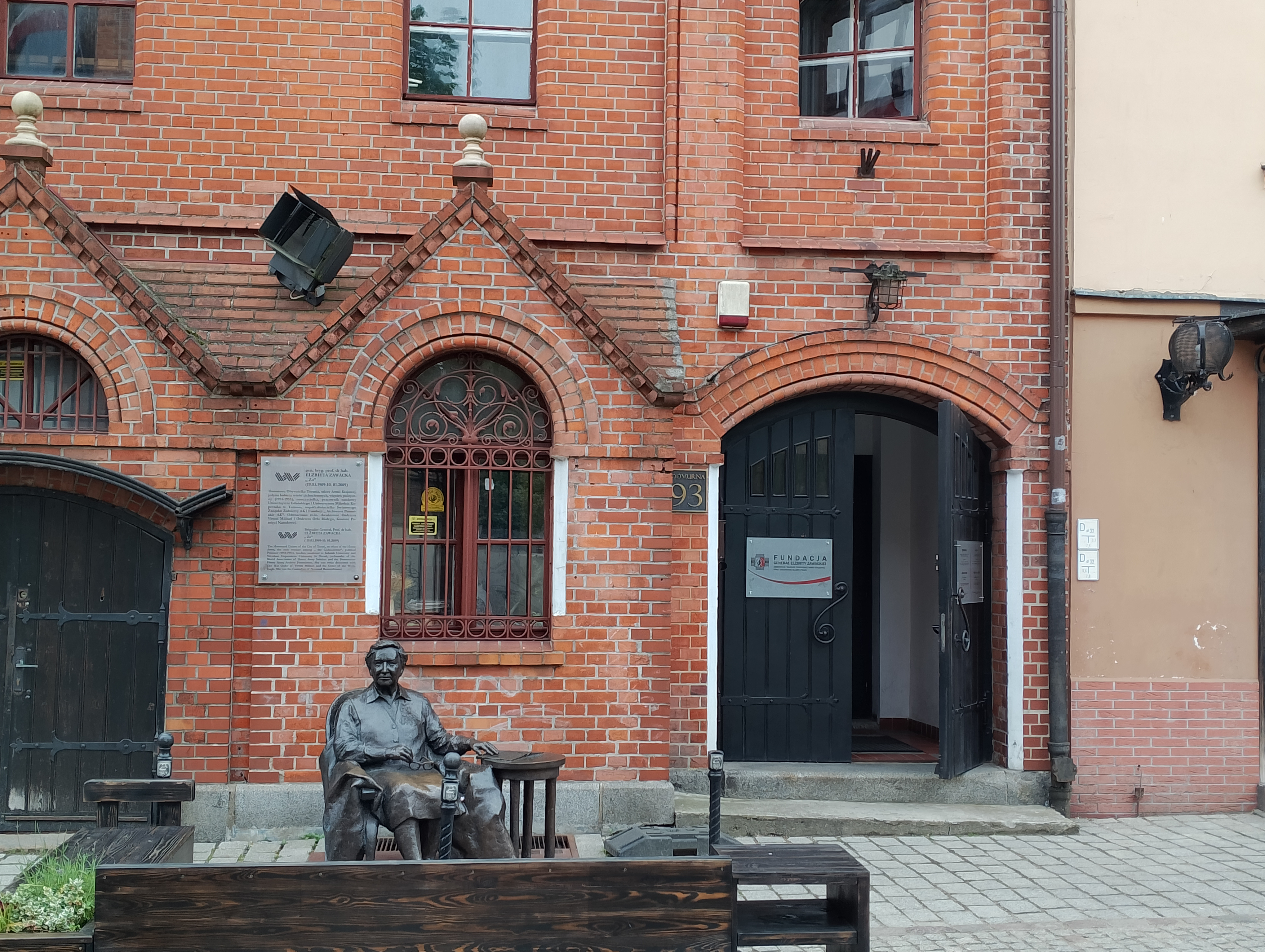
Siedziba Fundacji Generał Elżbiety Zawackiej w Toruniu

Wobec braku zainteresowania Fundacją przez ŚZŻAK, Zawacka podjęła się zadania powołania społecznego archiwum zajmującego się gromadzeniem i opracowywaniem relacji i pamiątek po żołnierzach AK oraz upamiętnianiem służby żołnierzy AK. Siedziba archiwum miała mieścić się w Toruniu. Przy pomocy prof. Stanisława Salmonowicza i mgr Grzegorza Górskiego założyła Fundację „Archiwum Pomorskie Armii Krajowej”. Założycielski akt notarialny został podpisany 16 lutego 1990 roku. 16 marca 1990 roku Ministerstwo Edukacji Naukowej pozytywnie przyjęło wniosek o rejestrację Fundacji. Wpis do rejestru Sądu Rejonowego dla Warszawy-Pragi został dokonany 24 kwietnia 1990 roku. W zamierzeniu Fundacja „Archiwum Pomorskie Armii Krajowej” miała być w przyszłości połączona z Fundacją „Grota”.
W 1996 roku w ramach powołano Memoriału Generał Marii Wittek, Fundacja zaczęła gromadzić materiały dotyczące Wojskowej Służby Kobiet. 17 czerwca 2003 roku Fundacja zmieniła nazwę na Fundacja „Archiwum i Muzeum Pomorskie Armii Krajowej oraz Wojskowej Służby Polek”. Fundacja ponownie zmieniła nazwę 2 marca 2009, po śmierci Elżbiety Zawackiej. Na wniosek Doroty Zawackiej-Wakarecy i Katarzyny Minczykowskiej Fundacja przyjęła nazwę: Fundacja Generał Elżbiety Zawackiej. Archiwum i Muzeum Pomorskie Armii Krajowej oraz Wojskowej Służby Polek.
Podstawowym zadaniem Fundacji jest gromadzenie, opracowywanie, przechowywanie i udostępnianie materiałów, które dokumentują działalność żołnierzy konspiracji pomorskiej oraz służbę żołnierzy Wydziału Łączności Zagranicznej KG SZP-ZWZ-AK. Zbierając materiały dotyczące Wojskowej Służby Kobiet, Zawacka współpracowała z kombatantkami wszystkich organizacji wojskowych biorących udział w II wojnie światowej. W ramach działalności Fundacji Zawacka zainicjowała wielotomowe cykle wydawnicze: Słownik Biograficzny Konspiracji Pomorskiej, Służba Polek na frontach II wojny światowej oraz trzytomowy Słownik biograficzny kobiet odznaczonych Orderem Wojennym Virtuti Militari.
Obok prowadzenia Fundacji Zawacka czyniła starania w celu powstania kolejnych pomników, tablic i obelisków upamiętniających Polskie Państwo Podziemne. Dzięki jej staraniom 26 września 1991 roku na ścianie kamienicy przy ul. Warszawskiej 8 w Toruniu odsłonięto tablicę upamiętniającą działalność Sztabu Komendy Okręgu Pomorze Armii Krajowe w tym budynku. 19 kwietnia 2007 roku na dziedzińców Muzeum Wojska Polskiego w Warszawie został odsłonięty pomnik gen. Marii Wittek, ufundowany przez Elżbietę Zawacką. 23 listopada 2007 roku odsłonięto ufundowany przez Zawacką obelisk „Polkom walczącym o wolność i niepodległość Ojczyzny”. Mieści się on w Parku Wolności przy Muzeum Powstania Warszawskiego.

#### Tytuł profesorski
26 kwietnia 1995 roku Elżbieta Zawacka złożyła wniosek o przyznanie jej tytułu profesora zwyczajnego. 9 maja 1995 roku Rada Wydziału Nauk Historycznych (RWNH) Uniwersytetu Mikołaja Kopernika powołała Komisję, której zadaniem było rozpatrzenie wniosku Zawackiej. Wniosek został przedłożony RWNH 13 czerwca 1995 roku. 16 września 1995 roku Komisja zaprezentowała ocenę dorobku Zawackiej oraz wystąpiła z wniosek o nadanie jej tytułu profesorskiego. W tajnym głosowaniu Rada Wydziału przychyliła się pozytywnie nad wnioskiem. Nadanie tytułu profesora wsparła stosowną uchwałą Akademickie Towarzystwo Andragogiczne podczas III Konferencji Andragogicznej w Toruniu. 16 stycznia 1996 roku, na mocy decyzji Prezydenta Rzeczypospolitej Polski Aleksandra Kwaśniewskiego, Elżbiecie Zawackiej nadano tytuł profesorski.

#### Honory

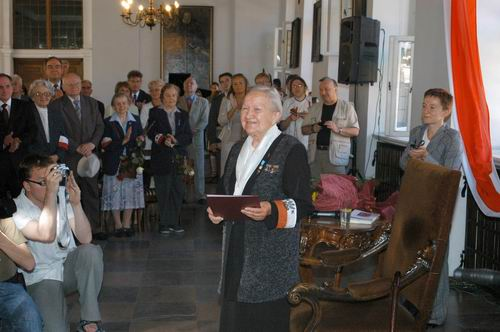
Elżbieta Zawacka w 2006

W 1996 roku awansowana na stopień podpułkownika, w 1999 na pułkownika. W 2006 roku Elżbieta Zawacka awansowana do stopnia generała brygady w stanie spoczynku. Wniosek o stopień generalski dwukrotnie składano w Kancelarii Prezydenta Rzeczypospolitej Polski. Uroczystość nadania stopnia odbyła się 13 czerwca 2006 roku w Sali Mieszczańskiej Ratusza Staromiejskiego.
W 1989 roku została laureatką Medalu Stolema, nagrodę przyznawaną od 1967 roku przez Klub Studencki „Pomorania”. 22 stycznia 1993 roku Elżbieta Zawacka otrzymała tytuł Honorowego Obywatela Miasta Torunia. W 2008 roku otrzymała tytuł Honorowego Obywatelstwa od Rady Miasta Piastów. 8 listopada 2002 roku Prezes Instytutu Pamięci Narodowej nadał Elżbiecie Zawackiej tytuł Kustosza Pamięci Narodowej.

### Śmierć

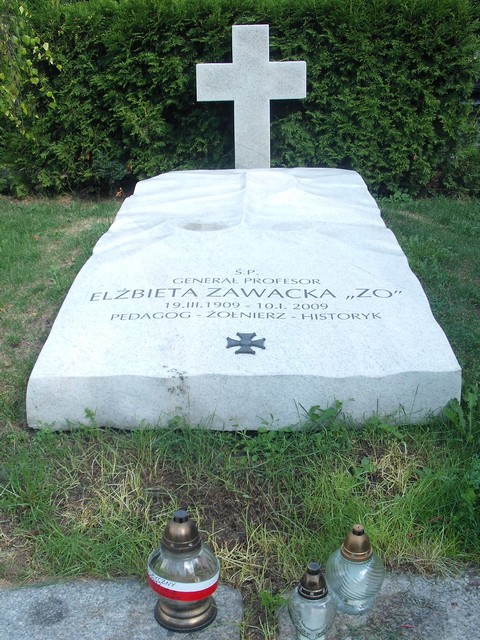
Grób Elżbiety Zawackiej na Cmentarzu św. Jerzego w Toruniu

Od lat 70. miała poważne problemy z sercem. W latach 80. Przeszła dwa zawały serca. Po 2000 roku nasiliły jej się problemy ze stawami. Ponadto pod koniec życia pojawiły się podejrzenia choroby nowotworowej, które w dalszych badaniach się nie potwierdziły. Pomimo pogarszającej się sprawności fizycznej zachowywała bardzo dobrą formę psychiczną i intelektualną. Pod koniec listopada 2008 roku Elżbieta Zawacka przeprowadziła się do swojej siostry Klary, mieszkającej przy ul. Krasińskiego w Toruniu. Elżbieta Zawacka zmarła 10 stycznia 2009 roku, około godz. 9 rano. Uroczysty pogrzeb odbył się 17 stycznia 2009 roku. Żałobne uroczystości odbyły się w Sali Mieszczańskiej Ratusza Staromiejskiego. Gen. Elżbieta Zawacka została pochowana na cmentarzu katolicko-ewangelickim przy ul. Gałczyńskiego w Toruniu. Cały swój majątek przepisała założonej przez siebie Fundacji.

## Upamiętnienie
Imię gen. bryg. prof. Elżbiety Zawackiej przyjęły: Biblioteka Pedagogiczna w Toruniu (2009), Szkoła Podstawowa nr 27 w Toruniu, Zespół Szkół Ekonomicznych w Toruniu (19 marca 2010), Region Wsparcia Teleinformatycznego w Bydgoszczy, Jednostka Strzelecka 1909 im. gen. bryg. Elżbiety Zawackiej. Imię gen. Elżbiety Zawackiej nosi również most drogowy na Wiśle w Toruniu, oddany do użytku 9 grudnia 2013 roku. Podczas oddania mostu do użytku, na jednym z przęseł odsłonięto płaskorzeźbę upamiętniającą gen. Zawacką.
W 2014 nakładem Fundacji Generał Elżbiety Zawackiej i Oficyny Wydawniczej „Rytm” ukazała się drukiem biografia gen. Elżbiety Zawackiej Cichociemna. Generał Elżbieta Zawacka 1909-2009 autorstwa Katarzyny Minczykowskiej, wieloletniej współpracowniczki gen. Zawackiej.
Regionalne Centrum Informatyki Bydgoszcz na podstawie decyzji Ministra Obrony Narodowej Nr 134/MON z 4.10.2018 roku przyjęło imię gen. Elżbiety Zawackiej ps. „Zo” jako swego patrona.
Jest patronką Wojewódzkiego Konkursu „Oni tworzyli naszą historię” organizowanego przez Urząd Marszałkowski Województwa Kujawsko-Pomorskiego, Bibliotekę Pedagogiczną im. gen. bryg. prof. Elżbiety Zawackiej w Toruniu, Kuratorium Oświaty w Bydgoszczy, Fundację Generał Elżbiety Zawackiej, Archiwum i Muzeum Pomorskie AK oraz Wojskowej Służby Polek w Toruniu.

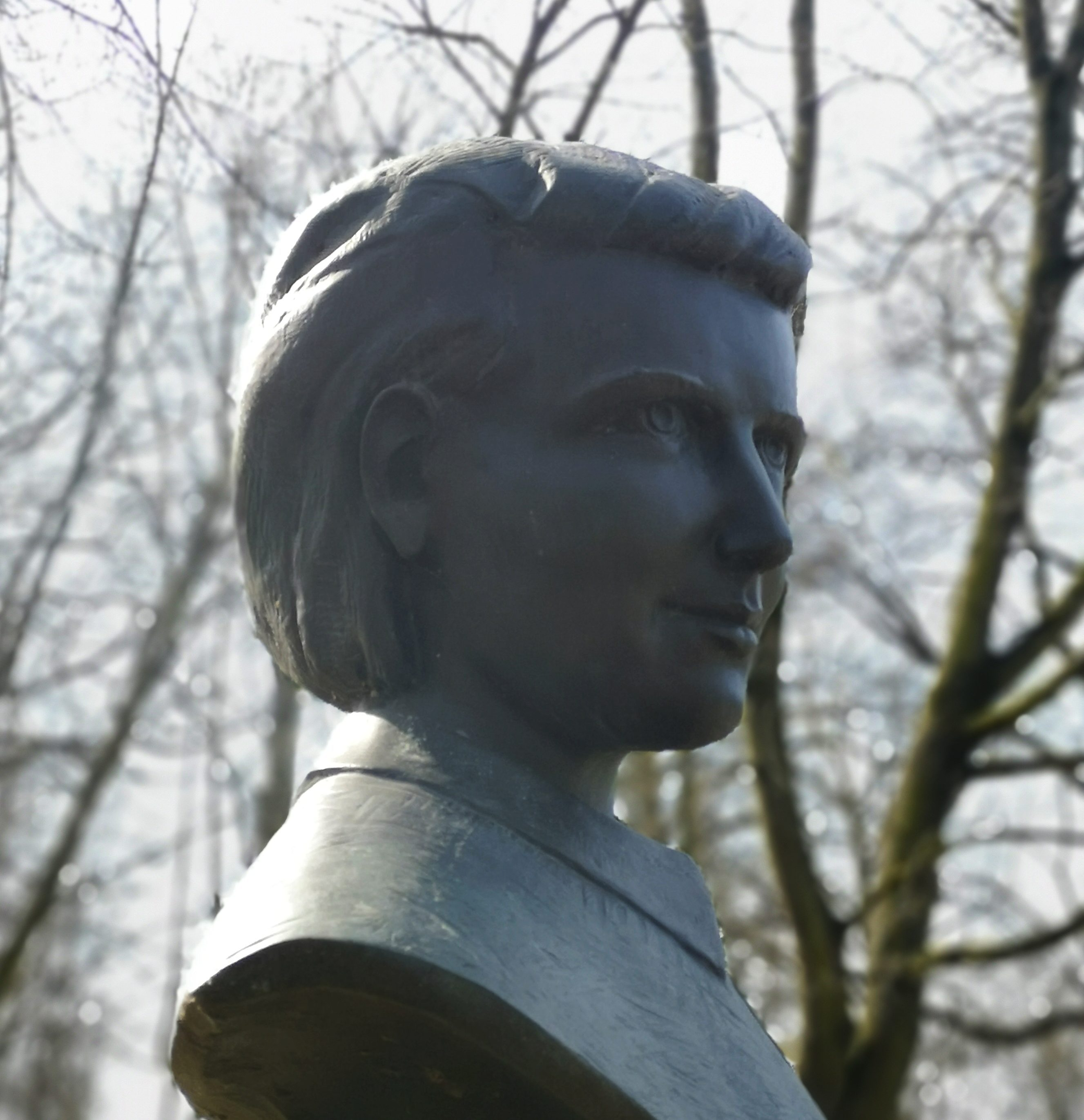
Pomnik Elżbiety Zawackiej w Parku Jordana w Krakowie
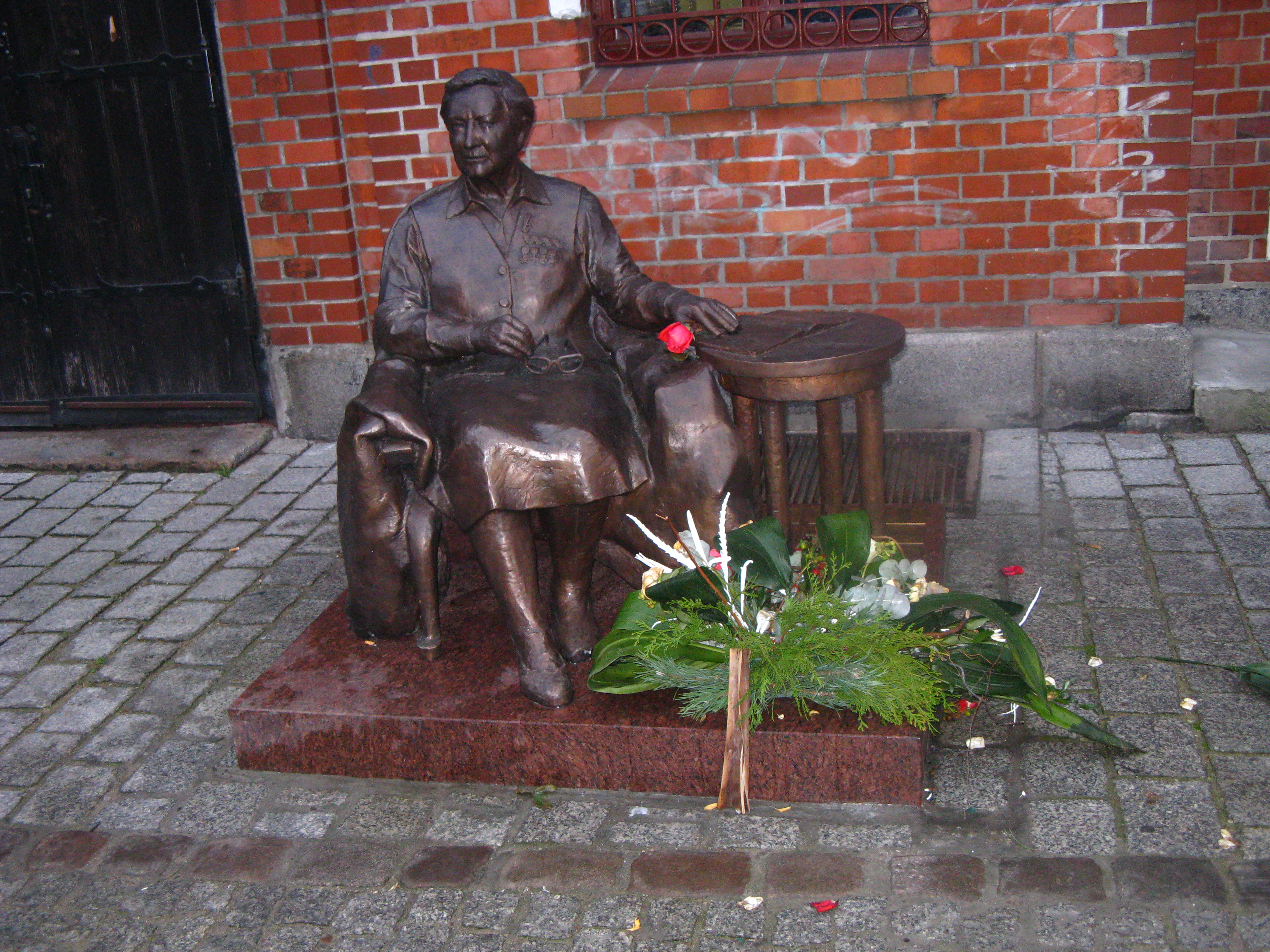
Pomnik Elżbiety Zawackiej w Toruniu, odsłonięty 23 września 2014
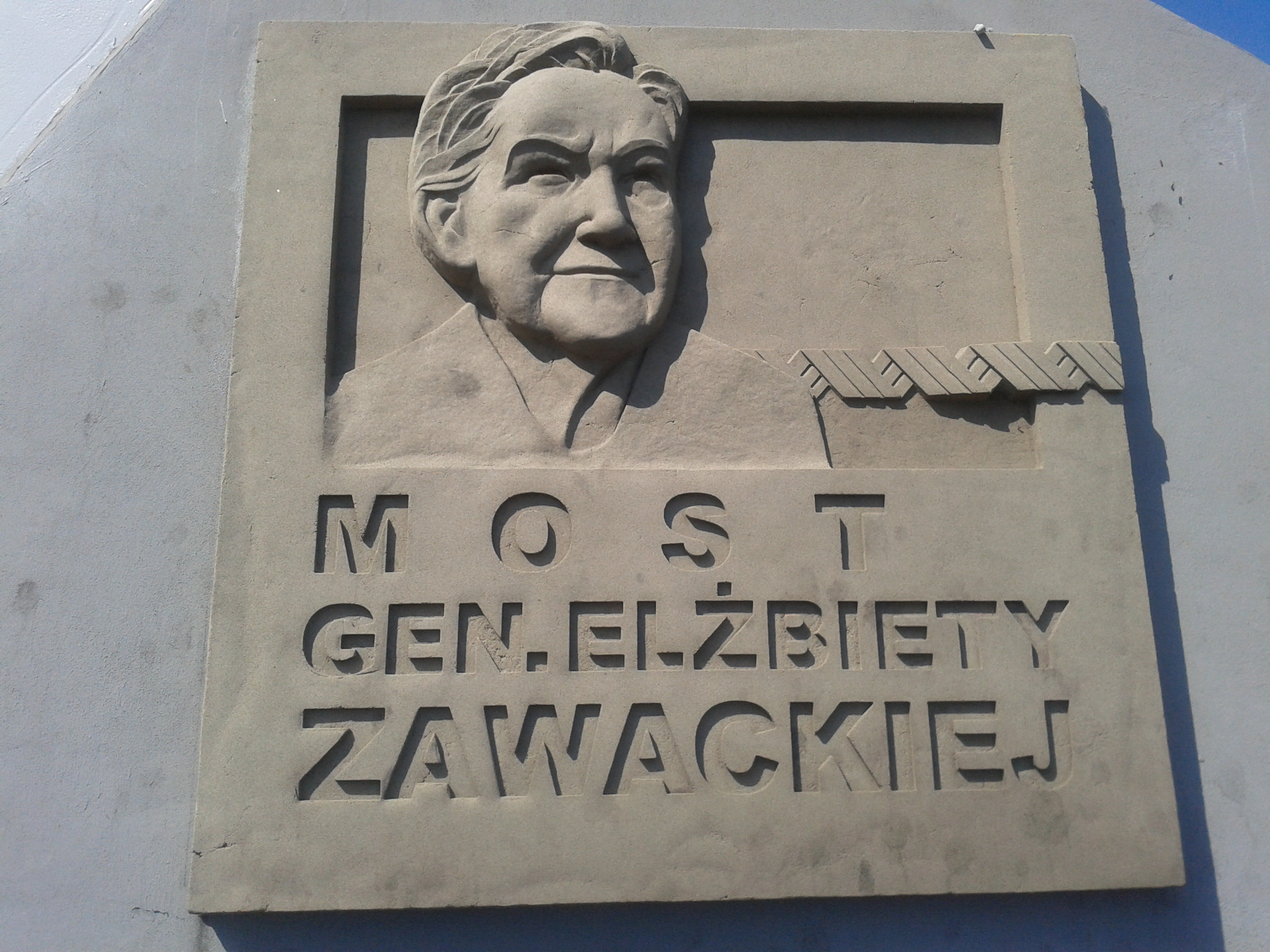
Tablica na moście drogowym im. Elżbiety Zawackiej w Toruniu

### W filmie
Filmy dokumentalne o Elżbiecie Zawackiej:
- Mój pseudonim „Zo”, z 1986 roku, w reżyserii Włodzimierza Stępińskiego[244],
- Losy, z 1988 roku, w reżyserii Włodzimierza Stępińskiego[245],
- Elżbieta Zawacka. Miałam szczęśliwe życie, z 2005 roku, w reżyserii Marka Widarskiego[246].

## Odznaczenia (lista niepełna)
- Order Orła Białego (1995)[247][125]
- Krzyż Srebrny Orderu Wojennego Virtuti Militari (dwukrotnie: 10 września 1943 i 2 października 1944)[125]
- Krzyż Komandorski z Gwiazdą Orderu Odrodzenia Polski (1993)[248]
- Krzyż Oficerski Orderu Odrodzenia Polski (1990)[125]
- Krzyż Walecznych (pięciokrotnie: luty 1941, luty 1942, trzykrotnie 1943, od marca do maja)[125]
- Złoty Krzyż Zasługi z Mieczami (1944)[125]
- Krzyż Wolności i Solidarności (pośmiertnie, 2017)[249]
- Medal Wojska (czterokrotnie 1970)[125]
- Krzyż Armii Krajowej (1970)[125]
- Krzyż Czynu Bojowego PSZnZ (1991)[125]
- Medal „Pro Memoria” (2005)[250]
- Odznaka Honorowa za Zasługi dla Województwa Kujawsko-Pomorskiego (2009)[251]
- Znak Spadochronowy Armii Krajowej (1954)
- Krzyż Obrony Lwowa (1981)[125]
- Medal „Polonia Mater Nostra Est” (1997)